# Белоозёрский (Калмыкия)
Белоозёрский — сельский населённый пункт в Юстинском районе Калмыкии, в составе Юстинского сельского муниципального образования.

## География и климат
Посёлок расположен на Прикаспийской низменности на востоке Юстинского района Калмыкии в 28 километрах востоку от села Юсты.
Климат
Тип климата — семиаридный (BSk — согласно классификации климатов Кёппена). Среднегодовая температура воздуха — 9,4 °C, количество осадков — 265 мм. Самый засушливый месяц — февраль (норма осадков — 15 мм). Самый влажный — июнь (29 мм).

## Население
| 2002 | 2010 |
| ---- | ---- |
| 143  | ↘129 |

Этнический состав в 2002
| Национальность | Численность | Процент |
| -------------- | ----------- | ------- |
| Калмыки        | 88          | 63,77%  |
| Казахи         | 45          | 32,61%  |
| Русские        | 5           | 3,62%   |
| Всего          | 138         | 100%    |

Этнический состав в 2010
| Национальность | Численность (2010) | Процент |
| -------------- | ------------------ | ------- |
| Калмыки        | 82                 | 67,8%   |
| Казахи         | 26                 | 21,5%   |
| Русские        | 13                 | 10,7%   |
| Всего          | 121                | 100%    |